# Acacia gonocarpa
Acacia gonocarpa är en ärtväxtart som beskrevs av Ferdinand von Mueller. Acacia gonocarpa ingår i släktet akacior, och familjen ärtväxter. Inga underarter finns listade i Catalogue of Life.